# Kavli-Preis
Der Kavli-Preis ist ein seit 2008 alle zwei Jahre verliehener Wissenschaftspreis, gestiftet von Fred Kavli (1927–2013).
Der Preis ist in drei Forschungsgebieten (Astrophysik, Nanowissenschaften und Neurowissenschaften) mit je einer Million US-Dollar dotiert. Bei mehreren Preisträgern in einer Kategorie wird das Preisgeld geteilt. Das Preisgeld stellt die The Kavli Foundation, gegründet vom gebürtigen Norweger Fred Kavli. In jungen Jahren nach Kalifornien, USA, ausgewandert, hat er sein Vermögen mit einer Firma für Flugzeugsensoren verdient (Kavlico).
Die Mitglieder des Preiskomitees benennt die norwegische Akademie der Wissenschaften und berücksichtigt neben eigenen Vorschlägen solche von der chinesischen Akademie der Wissenschaften, der Académie des sciences, der Max-Planck-Gesellschaft, der National Academy of Sciences und der Royal Society. Den Preis überreicht der norwegische König Harald während eines Festaktes.

## Preisträger
| Jahr | Astrophysik                                                                | Nanowissenschaften                                             | Neurowissenschaften                                                |
| ---- | -------------------------------------------------------------------------- | -------------------------------------------------------------- | ------------------------------------------------------------------ |
| 2008 | Maarten Schmidt, Donald Lynden-Bell                                        | Louis Brus, Sumio Iijima                                       | Paško Rakić, Thomas Jessell, Sten Grillner                         |
| 2010 | Jerry Nelson, Raymond Wilson, Roger Angel                                  | Donald M. Eigler, Nadrian C. Seeman                            | Thomas Südhof, Richard H. Scheller, James Rothman                  |
| 2012 | David C. Jewitt, Jane Luu, Michael E. Brown                                | Mildred Dresselhaus                                            | Cornelia Bargmann, Winfried Denk, Ann M. Graybiel                  |
| 2014 | Alan Guth, Andrei Dmitrijewitsch Linde, Alexei Alexandrowitsch Starobinski | Thomas Ebbesen, Stefan Hell, John Pendry                       | Brenda Milner, John O’Keefe, Marcus E. Raichle                     |
| 2016 | Ronald Drever, Kip Thorne, Rainer Weiss                                    | Gerd Binnig, Christoph Gerber, Calvin Quate                    | Eve Marder, Michael Merzenich, Carla Shatz                         |
| 2018 | Ewine van Dishoeck                                                         | Emmanuelle Charpentier, Jennifer A. Doudna, Virginijus Šikšnys | A. James Hudspeth, Robert Fettiplace, Christine Petit              |
| 2020 | Andrew Fabian                                                              | Harald Rose, Maximilian Haider, Knut Urban, Ondrej Krivanek    | David Julius, Ardem Patapoutian                                    |
| 2022 | Roger Ulrich, Jørgen Christensen-Dalsgaard, Conny Aerts                    | Jacob Sagiv, Ralph Nuzzo, David L. Allara, George Whitesides   | Jean-Louis Mandel, Harry T. Orr, Huda Zoghbi, Christopher A. Walsh |
| 2024 | David Charbonneau, Sara Seager                                             | Robert S. Langer, Armand Paul Alivisatos, Chad A. Mirkin       | Nancy Kanwisher, Winrich Freiwald, Doris Ying Tsao                 |